# 4458 Oizumi
A 4458 Oizumi (ideiglenes jelöléssel 1990 BY) a Naprendszer kisbolygóövében található aszteroida. Kusida Josio és Muramacu Oszamu fedezte fel 1990. január 21-én.